# نيلو فاجيلا
نيلو فاجيلا (بالهندية: नीलू वाघेला)‏ (مواليد 15 يناير 1970، جايبور)؛ هي ممثلة هندية، بدأت مسيرتها الفنية عام 1981.

## مسيرتها المهنية
بدأت نيلو حياتها المهنية كفنانة مسرحية وتم اختيارها للأفلام. ظهرت في سوباتار بيناني في عام 1981 في سن الحادية عشرة ومثلت في فيلم باي شالي ساساريا والتي أعيد إنتاجها باللغة الهندية باسم منزل ساجان. أمضت المرحلة المبكرة من حياتها في جايبور.
كما ظهرت في أفلام مثل رامجاره ري رملي و والدة جاي كار و نيني باي رو مايو و لانشا جوجري و ديني جيثاني ورامكوندي غامكوندي و اذهب إلى بيزا را ودادوساري لادلي وفير تجاجي و وداعا ساساريا الباردة.